# Adam Blythe
Adam Blythe (Sheffield, 1 oktober 1989) is een voormalig Engels wielrenner die zijn carrière in 2019 afsloot bij Lotto Soudal.
In 2005 behaalde Blythe de zilveren medaille in de wegwedstrijd op het Europees Jeugd Olympisch Festival, achter het goud van Elia Viviani.
Net zoals vele Britse renners begon hij zijn wielercarrière op de baan. Dit deed Blythe als junior met succes door zowel in 2006 als in 2007 met de Engelse ploeg Europees kampioen te worden op het onderdeel ploegenachtervolging. Ook won hij in 2007 een zilveren en bronzen medaille op de Britse kampioenschappen baanwielrennen, respectievelijk in de scratch en puntenkoers. Op het einde van dat jaar won Blythe samen met Peter Kennaugh de UIV Cup van Gent. 
Gedurende zijn debuutjaar als prof in 2010 won Blythe twee etappes en het eindklassement in de Circuit Franco-Belge en de Nationale Sluitingsprijs. In 2012 won Blythe de Memorial Frank Vandenbroucke en in 2014 schreef hij de RideLondon Classic op zijn naam. 
In 2016 behaalde Blythe zijn grootste zege door Mark Cavendish te verslaan op het nationale kampioenschap en zo de titel op te eisen.
In 2018 won hij de Elfstedenronde. 

## Baanwielrennen

### Palmares
| Jaar     | BK                   | EK                   | WK       | Overig                  |
| Junioren | Junioren             | Junioren             | Junioren | Junioren                |
| -------- | -------------------- | -------------------- | -------- | ----------------------- |
| 2006     | Scratch, Puntenkoers | Ploegenachtervolging |          |                         |
| 2007     | Scratch, Puntenkoers | Ploegenachtervolging |          | UIV Cup Gent            |
| Elite    |                      |                      |          |                         |
| 2006     | Ploegkoers           |                      |          |                         |
| 2007     | Ploegkoers           |                      |          |                         |
| 2013     | Ploegkoers           |                      |          |                         |
| 2014     | Ploegenachtervolging |                      |          |                         |
| 2015     |                      |                      |          | Manchester: Puntenkoers |

## Wegwielrennen

### Overwinningen
2007
1e en 4e etappe Driedaagse van Axel, Junioren
Eind- en puntenklassement Driedaagse van Axel, Junioren
2008
2e etappe Ronde van Hongkong Shanghai
2009
7e etappe Ronde van Thüringen, Beloften
2010
1e en 3e etappe Circuit Franco-Belge
Eind-, punten- en jongerenklassement Circuit Franco-Belge
Nationale Sluitingsprijs
2012
1e etappe Parijs-Corrèze
Memorial Frank Vandenbroucke
2013
2e etappe Ronde van Qatar (ploegentijdrit)
2014
RideLondon Classic
2016
 Brits kampioen op de weg, Elite
2018
Euro Shop Elfstedenronde

## Resultaten in voornaamste wedstrijden
| Jaar | Ronde van Italië | Ronde van Frankrijk | Ronde van Spanje |
| ---- | ---------------- | ------------------- | ---------------- |
| 2010 | opgave           |                     |                  |
| 2011 | opgave           |                     |                  |
| 2012 |                  |                     |                  |
| 2013 | 167e             |                     |                  |
| 2015 |                  |                     |                  |
| 2016 |                  |                     |                  |
| 2017 |                  |                     | 155e             |
| 2018 |                  |                     |                  |
| 2019 |                  |                     |                  |

| Jaar | Milaan-San Remo | Gent-Wevelgem | Ronde van Vlaanderen | Parijs-Roubaix | E3 Harelbeke | Cyclassics Hamburg | Omloop Het Nieuwsblad |  | WK op de weg |  | Wereldranglijsten |
| ---- | --------------- | ------------- | -------------------- | -------------- | ------------ | ------------------ | --------------------- |  | ------------ |  | ----------------- |
| 2010 |                 | 94e           | opgave               | opgave         |              |                    |                       |  |              |  |                   |
| 2011 |                 | opgave        | opgave               |                |              |                    |                       |  |              |  | 230e (UWT)        |
| 2012 |                 |               | opgave               |                | opgave       | 103e               |                       |  |              |  | 247e (UWT)        |
| 2013 |                 | 58e           |                      |                |              | 80e                |                       |  |              |  |                   |
| 2015 |                 | opgave        | opgave               | 85e            | opgave       |                    |                       |  |              |  |                   |
| 2016 | 168e            | opgave        | opgave               | opgave         | 78e          | 110e               | 68e                   |  | 12e          |  | 215e (UWT)        |
| 2017 |                 |               |                      |                |              |                    | 109e                  |  | opgave       |  |                   |
| 2018 |                 |               |                      |                |              |                    |                       |  |              |  |                   |
| 2019 |                 | opgave        |                      |                |              |                    |                       |  |              |  |                   |

## Ploegen
- 2008 –  Team Konica Minolta-Bizhub (vanaf 1-9)
- 2009 –  Davo-Lotto-Davitamon (tot 31-7)
- 2009 –  Silence-Lotto (stagiair vanaf 1-8)
- 2010 –  Omega Pharma-Lotto
- 2011 –  Omega Pharma-Lotto
- 2012 –  BMC Racing Team
- 2013 –  BMC Racing Team
- 2014 –  NFTO
- 2015 –  Orica GreenEDGE
- 2016 –  Tinkoff
- 2017 –  Aqua Blue Sport
- 2018 –  Aqua Blue Sport
- 2019 –  Lotto Soudal